# Kolbudy
Kolbudy (deutsch Ober Kahlbude, kaschubisch: Kôlbùdë) ist ein südwestlicher Vorort von Danzig und Sitz der gleichnamigen Landgemeinde in Polen und liegt im Powiat Gdański der Woiwodschaft Pommern. 

## Geschichte
Ab 1. April 1818 gehörte Kahlbude zum preußischen Kreis Karthaus, wechselte aber 1920 in den Kreis Danziger Höhe und kam mit diesem an den Freistaat Danzig. Später gehörte der Ort zur Woiwodschaft Danzig (1975–1998).

## Verkehr
Über die Straße Droga wojewódzka 221 ist Kolbudy an das östliche Ende der Droga ekspresowa S6 bzw. dem nördlichen Ende der Autobahn A1 angeschlossen.
Von 1886 bis 1994 (Personenverkehr) und bis 2002 (Güterverkehr) bestand Anschluss an die Bahnstrecke Pruszcz Gdański–Łeba. Der Betrieb in diesem Abschnitt wurde aus wirtschaftlichen Gründen eingestellt.
Der Lech-Wałęsa-Flughafen Danzig befindet sich 20 km nördlich.

## Wirtschaft
In Kolbudy befindet sich die Brauerei Amber.